# Mistrzostwa Polski w narciarstwie alpejskim
Mistrzostwa Polski w narciarstwie alpejskim – najważniejsze, coroczne zawody w narciarstwie alpejskim w Polsce, organizowane przez Polski Związek Narciarski.
Pierwsze mistrzostwa Polski odbyły się w 1920 roku. Odbyła się tylko jedna konkurencja – slalom specjalny mężczyzn, a zwycięstwo odniósł reprezentujący SNPTT Zakopane Józef Bujak. Trudności w odpowiednim przygotowaniu tras, brak odpowiednich warunków pogodowych podczas zawodów, zainteresowanie tą dyscypliną w Polsce oraz brak odpowiedniego szkolenia i sukcesów sprawiają, iż mistrzostwa odbywają się nieregularnie. W 2007 roku mistrzostwa Polski odbyły się poza granicami kraju we włoskim Falcade.
Najwięcej tytułów mistrzowskich – po 25 – wywalczyło troje zawodników: Barbara Grocholska, Jan Gąsienica Ciaptak i Maciej Gąsienica Ciaptak.

## Zwycięzcy

### Mężczyźni
| Rok  | Miejsce            | Slalom                                       | Zjazd                               | Gigant                                   | Supergigant                     | Kombinacja                | Slalom równoległy      |
| ---- | ------------------ | -------------------------------------------- | ----------------------------------- | ---------------------------------------- | ------------------------------- | ------------------------- | ---------------------- |
| 1920 |                    | Józef Bujak                                  | —                                   | —                                        | —                               | —                         | —                      |
| 1921 |                    | Aleksander Schiele                           | —                                   | —                                        | —                               | —                         | —                      |
| 1923 |                    | Andrzej Krzeptowski I                        | —                                   | —                                        | —                               | —                         | —                      |
| 1929 |                    | —                                            | Bronisław Czech                     | —                                        | —                               | —                         | —                      |
| 1930 |                    | —                                            | Władysław Suleja                    | —                                        | —                               | —                         | —                      |
| 1931 |                    | —                                            | Stanisław Marusarz                  | —                                        | —                               | —                         | —                      |
| 1932 |                    | —                                            | Władysław Suleja                    | —                                        | —                               | —                         | —                      |
| 1933 |                    | Jan Schindler                                | Stanisław Marusarz                  | —                                        | —                               | Stanisław Marusarz        | —                      |
| 1934 |                    | Michał Jabłoński                             | Fedor Weinschenck                   | —                                        | —                               | Michał Jabłoński          | —                      |
| 1935 |                    | Michał Jabłoński                             | Fedor Weinschenck                   | —                                        | —                               | Fedor Weinschenck         | —                      |
| 1936 |                    | Bronisław Czech                              | Stanisław Marusarz                  | —                                        | —                               | Bronisław Czech           | —                      |
| 1937 |                    | Bronisław Czech                              | Bronisław Czech                     | —                                        | —                               | Bronisław Czech           | —                      |
| 1938 |                    | Marian Zając                                 | Karol Zając                         | —                                        | —                               | Marian Zając              | —                      |
| 1939 |                    | Marian Zając                                 | Stanisław Marusarz                  | —                                        | —                               | Marian Zając              | —                      |
| 1946 |                    | Jan Pawlica                                  | Jan Radkiewicz                      | —                                        | —                               | Jan Radkiewicz            | —                      |
| 1947 |                    | Józef Marusarz                               | Józef Marusarz                      | —                                        | —                               | Józef Marusarz            | —                      |
| 1948 |                    | Józef Marusarz                               | Jan Gąsienica Ciaptak               | —                                        | —                               | Jan Gąsienica Ciaptak     | —                      |
| 1949 |                    | Jan Gąsienica Ciaptak                        | Jan Gąsienica Ciaptak               | —                                        | —                               | Jan Gąsienica Ciaptak     | —                      |
| 1950 |                    | Jan Płonka                                   | Stefan Dziedzic                     | —                                        | —                               | Stefan Dziedzic           | —                      |
| 1951 |                    | Jan Gąsienica Ciaptak                        | Andrzej Gąsienica Roj               | Józef Marusarz                           | —                               | Jan Gąsienica Ciaptak     | —                      |
| 1952 |                    | Jan Gąsienica Ciaptak                        | Jan Gąsienica Ciaptak               | Jan Płonka                               | —                               | —                         | —                      |
| 1953 |                    | Andrzej Gąsienica Roj                        | Andrzej Gąsienica Roj               | Jan Gąsienica Ciaptak                    | —                               | —                         | —                      |
| 1954 |                    | Jan Gąsienica Ciaptak                        | Jan Gąsienica Ciaptak               | Jan Gąsienica Ciaptak                    | —                               | Jan Gąsienica Ciaptak     | —                      |
| 1955 |                    | Jan Gąsienica Ciaptak                        | Jan Gąsienica Ciaptak               | Jan Gąsienica Ciaptak                    | —                               | Jan Gąsienica Ciaptak     | —                      |
| 1956 |                    | Stanisław Gogólski                           | Andrzej Gąsienica Roj               | Jan Gąsienica Ciaptak                    | —                               | Jan Gąsienica Ciaptak     | —                      |
| 1957 |                    | Jan Zarycki                                  | Stefan Dziedzic                     | Jan Gąsienica Ciaptak                    | —                               | —                         | —                      |
| 1958 |                    | Jan Gąsienica Ciaptak                        | Jan Zarycki                         | Włodzimierz Czarniak                     | —                               | Jan Zarycki               | —                      |
| 1959 |                    | Jan Gąsienica Ciaptak                        | Andrzej Gąsienica Roj               | Jan Gąsienica Ciaptak                    | —                               | Jan Gąsienica Ciaptak     | —                      |
| 1960 |                    | Włodzimierz Czarniak                         | Andrzej Pawłowicz                   | Jan Gąsienica Ciaptak                    | —                               | Włodzimierz Czarniak      | —                      |
| 1961 |                    | Jerzy Woyna Orlewicz                         | Andrzej Gąsienica Roj               | Stanisław Wawrytko II Tadeusz Baranowski | —                               | Andrzej Gąsienica Roj     | —                      |
| 1962 |                    | Jerzy Woyna Orlewicz                         | Roman Sobański                      | —                                        | —                               | Jerzy Woyna Orlewicz      | —                      |
| 1963 |                    | Jan Gąsienica Ciaptak                        | Roman Sobański                      | Roman Sobański                           | —                               | Jerzy Woyna Orlewicz      | —                      |
| 1964 |                    | Bronisław Trzebunia                          | Roman Sobański Jerzy Woyna Orlewicz | Jerzy Woyna Orlewicz                     | —                               | Bronisław Trzebunia       | —                      |
| 1965 |                    | Bronisław Trzebunia                          | Andrzej Bachleda-Curuś II           | Jerzy Woyna Orlewicz                     | —                               | Bronisław Trzebunia       | —                      |
| 1966 |                    | Andrzej Bachleda-Curuś II                    | Andrzej Bachleda-Curuś II           | Andrzej Bachleda-Curuś II                | —                               | Bronisław Trzebunia       | —                      |
| 1967 |                    | Andrzej Bachleda-Curuś II                    | Jerzy Woyna Orlewicz                | Andrzej Bachleda-Curuś II                | —                               | Andrzej Bachleda-Curuś II | —                      |
| 1968 |                    | Andrzej Bachleda-Curuś II                    | —                                   | Andrzej Bachleda-Curuś II                | —                               | Andrzej Bachleda-Curuś II | —                      |
| 1969 |                    | Jan Bachleda-Curuś                           | Jerzy Woyna Orlewicz                | Bronisław Trzebunia                      | —                               | Ryszard Ćwikła            | —                      |
| 1970 |                    | Bronisław Trzebunia                          | Bronisław Trzebunia                 | Jan Bachleda-Curuś                       | —                               | Jan Bachleda-Curuś        | —                      |
| 1971 |                    | Jan Bachleda-Curuś                           | Jan Bachleda-Curuś                  | Andrzej Bachleda-Curuś II                | —                               | Andrzej Bachleda-Curuś II | —                      |
| 1972 |                    | Maciej Gąsienica Ciaptak                     | —                                   | Kazimierz Burzykowski                    | —                               | Kazimierz Burzykowski     | —                      |
| 1973 |                    | Andrzej Bachleda-Curuś II Jan Bachleda-Curuś | —                                   | Jan Bachleda-Curuś                       | —                               | Jan Bachleda-Curuś        | —                      |
| 1974 |                    | Jan Bachleda-Curuś                           | —                                   | Jan Bachleda-Curuś                       | —                               | Jan Bachleda-Curuś        | —                      |
| 1975 |                    | Maciej Gąsienica Ciaptak                     | Maciej Gąsienica Ciaptak            | Maciej Gąsienica Ciaptak                 | —                               | Kazimierz Burzykowski     | —                      |
| 1976 |                    | Bogumił Paluszek                             | Jan Bachleda-Curuś                  | Maciej Gąsienica Ciaptak                 | —                               | Maciej Gąsienica Ciaptak  | —                      |
| 1977 |                    | Jan Bachleda-Curuś                           | Maciej Gąsienica Ciaptak            | Krzysztof Trześniak                      | —                               | Jan Bachleda-Curuś        | —                      |
| 1978 | Szczyrk/Zakopane   | Maciej Gąsienica Ciaptak                     | Jan Bachleda-Curuś                  | Jan Bachleda-Curuś                       | —                               | Maciej Gąsienica Ciaptak  | —                      |
| 1979 |                    | Maciej Gąsienica Ciaptak                     | Jan Bachleda-Curuś                  | Maciej Gąsienica Ciaptak                 | —                               | Maciej Gąsienica Ciaptak  | —                      |
| 1980 |                    | Maciej Gąsienica Ciaptak                     | —                                   | Maciej Gąsienica Ciaptak                 | —                               | Maciej Gąsienica Ciaptak  | —                      |
| 1981 |                    | Jerzy Mikołajek                              | —                                   | Artur Romanowski                         | —                               | Maciej Gąsienica Ciaptak  | —                      |
| 1982 |                    | Maciej Gąsienica Ciaptak                     | Bogumił Paluszek                    | Jan Walkosz                              | —                               | Maciej Gąsienica Ciaptak  | —                      |
| 1983 |                    | Maciej Gąsienica Ciaptak                     | Henryk Wieczorek                    | Maciej Gąsienica Ciaptak                 | —                               | Maciej Gąsienica Ciaptak  | —                      |
| 1984 |                    | Maciej Gąsienica Ciaptak                     | Henryk Wieczorek                    | Maciej Gąsienica Ciaptak                 | Artur Romanowski                | Maciej Gąsienica Ciaptak  | —                      |
| 1985 |                    | Janusz Wróbel                                | Maciej Gąsienica Ciaptak            | Jan Walkosz                              | Artur Romanowski                | Janusz Wróbel             | —                      |
| 1986 |                    | Janusz Wróbel                                | Andrzej Bielawa                     | Szymon Kraciuk                           | Andrzej Bielawa                 | Janusz Wróbel             | —                      |
| 1987 |                    | Marek Rogalski                               | Artur Romanowski                    | Szymon Kraciuk                           | Piotr Stalmach                  | Marek Rogalski            | —                      |
| 1988 |                    | Janusz Wróbel                                | Artur Romanowski                    | Janusz Wróbel                            | Marek Rogalski                  | Janusz Wróbel             | —                      |
| 1989 |                    | Janusz Wróbel                                | Andrzej Bielawa                     | Janusz Wróbel                            | Artur Romanowski Szymon Kraciuk | Janusz Wróbel             | —                      |
| 1990 |                    | Szymon Kraciuk                               | —                                   | Marcin Szafrański                        | Szymon Kraciuk                  | Szymon Kraciuk            | —                      |
| 1991 |                    | —                                            | Sławomir Homa                       | Janusz Wróbel                            | —                               | Marcin Szafrański         | —                      |
| 1992 |                    | Jakub Malczewski                             | Szymon Kraciuk                      | Szymon Kraciuk                           | Marcin Szafrański               | Maciej Kolasa             | —                      |
| 1993 |                    | Szymon Kraciuk                               | —                                   | Marcin Szafrański                        | Marcin Szafrański               | Marcin Szafrański         | —                      |
| 1994 |                    | Marcin Szafrański                            | —                                   | Marcin Szafrański                        | Marcin Szafrański               | Bartłomiej Całka          | —                      |
| 1995 |                    | Marcin Szafrański                            | —                                   | Grzegorz Majcher                         | Marcin Szafrański               | Mirosław Żyrek            | —                      |
| 1996 |                    | Stéphane Exartier                            | —                                   | Grzegorz Majcher                         | Ryszard Ćwikła                  | Marcin Szafrański         | —                      |
| 1997 |                    | Stéphane Exartier                            | —                                   | —                                        | —                               | —                         | —                      |
| 1998 | Szczyrk            | Wojciech Dobrowolski                         | Filip Gocman                        | Wojciech Podgórny                        | Wojciech Podgórny               | Tomasz Wydra              | —                      |
| 1999 |                    | Andrzej Bachleda-Curuś III                   | —                                   | Andrzej Bachleda-Curuś III               | —                               | —                         | —                      |
| 2000 | Krynica-Zdrój      | Andrzej Bachleda-Curuś III                   | —                                   | Wojciech Podgórny                        | Wojciech Podgórny               | Wojciech Podgórny         | —                      |
| 2001 | Szczyrk            | Michał Kałwa                                 | —                                   | Wojciech Podgórny                        | Tomasz Wydra                    | Artur Haber               | —                      |
| 2002 | Zakopane           | —                                            | —                                   | Artur Haber                              | —                               | —                         | —                      |
| 2003 | Szczyrk            | Michał Burzyński                             | —                                   | Michał Kałwa                             | Michał Kałwa                    | Wojciech Zagórski         | —                      |
| 2004 | Szczyrk            | Michał Kałwa                                 | —                                   | Michał Kałwa                             | —                               | —                         | —                      |
| 2005 | Szczyrk/Zakopane   | Maciej Bydliński                             | —                                   | —                                        | Michał Kałwa                    | Michał Kałwa              | —                      |
| 2006 | Szczyrk            | Michał Kałwa                                 | —                                   | Michał Kałwa                             | Wojciech Zagórski               | Michał Kałwa              | —                      |
| 2007 | Falcade            | Michał Kałwa                                 | —                                   | Michał Kałwa                             | —                               | —                         | —                      |
| 2008 | Zakopane           | Maciej Bydliński                             | —                                   | Maciej Bydliński                         | —                               | —                         | —                      |
| 2009 | Szczyrk            | Michał Kałwa                                 | —                                   | Maciej Bydliński                         | —                               | —                         | —                      |
| 2010 | Krynica-Zdrój      | Maciej Bydliński                             | —                                   | Maciej Bydliński                         | —                               | —                         | —                      |
| 2011 | Krynica-Zdrój      | Zawody nie odbyły się.                       | Zawody nie odbyły się.              | Zawody nie odbyły się.                   | Zawody nie odbyły się.          | Zawody nie odbyły się.    | Zawody nie odbyły się. |
| 2012 | Krynica-Zdrój      | Michał Jasiczek                              | —                                   | Jakub Ilewicz                            | Michał Kłusak                   | Michał Kałwa              | —                      |
| 2013 | Szczyrk            | Jakub Ilewicz                                | —                                   | Maciej Bydliński                         | Maciej Bydliński                | Maciej Bydliński          | —                      |
| 2014 | Jasná              | Michał Jasiczek                              | —                                   | Jakub Kłusak                             | —                               | Maciej Bydliński          | —                      |
| 2015 | Szczyrk            | Michał Jasiczek                              | —                                   | Jakub Kłusak                             | Michał Kałwa                    | Michał Kałwa              | —                      |
| 2016 | Szpindlerowy Młyn  | Adam Chrapek                                 | —                                   | Adam Chrapek                             | —                               | —                         | —                      |
| 2017 | Szpindlerowy Młyn  | Maciej Bydliński                             | —                                   | Piotr Habdas                             | —                               | —                         | —                      |
| 2018 | Szczyrk            | Paweł Pyjas                                  | —                                   | Maciej Bydliński                         | Maciej Bydliński                | Maciej Bydliński          | —                      |
| 2019 | Szczawnica         | Piotr Habdas                                 | —                                   | Piotr Habdas                             | —                               | —                         | Michał Michalik        |
| 2020 | Szczawnica         | Piotr Habdas                                 | —                                   | Piotr Habdas                             | —                               | —                         | Michał Michalik        |
| 2021 | Szczawnica/Szczyrk | Michał Michalik                              | —                                   | Paweł Pyjas                              | Nicholas Czarnik                | Bartłomiej Sanetra        | Paweł Pyjas            |
| 2022 | Szczawnica/Szczyrk | Paweł Pyjas                                  | —                                   | Paweł Pyjas                              | Nicholas Czarnik                | Piotr Habdas              | Paweł Pyjas            |
| 2023 | Szczawnica/Szczyrk | Szymon Bębenek                               | —                                   | Mateusz Szczap                           | Szymon Bębenek                  | Piotr Szeląg              | —                      |

### Kobiety
| Rok  | Miejsce            | Slalom                       | Zjazd                        | Gigant                         | Supergigant                | Kombinacja                     | Slalom równoległy      |
| ---- | ------------------ | ---------------------------- | ---------------------------- | ------------------------------ | -------------------------- | ------------------------------ | ---------------------- |
| 1933 |                    | —                            | Bronisława Staszel-Polankowa | —                              | —                          | —                              | —                      |
| 1934 |                    | —                            | Bronisława Staszel-Polankowa | —                              | —                          | —                              | —                      |
| 1935 |                    | Karolina Bednarz             | Bronisława Staszel-Polankowa | —                              | —                          | Zofia Stopkówna                | —                      |
| 1936 |                    | Bronisława Staszel-Polankowa | Helena Marusarzówna          | —                              | —                          | Helena Marusarzówna            | —                      |
| 1937 |                    | Helena Marusarzówna          | Bronisława Staszel-Polankowa | —                              | —                          | Helena Marusarzówna            | —                      |
| 1938 |                    | Helena Marusarzówna          | Helena Marusarzówna          | —                              | —                          | Helena Marusarzówna            | —                      |
| 1939 |                    | Helena Marusarzówna          | Helena Marusarzówna          | —                              | —                          | Helena Marusarzówna            | —                      |
| 1946 |                    | Maria Bachleda-Curuś         | Anna Bujak                   | —                              | —                          | Maria Bachleda-Curuś           | —                      |
| 1947 |                    | Danuta Schiele               | Danuta Schiele               | —                              | —                          | Danuta Schiele                 | —                      |
| 1948 |                    | Teresa Kodelska              | Anna Bujak                   | —                              | —                          | Anna Bujak                     | —                      |
| 1949 |                    | Anna Bujak                   | Zofia Wawrytko               | —                              | —                          | Zofia Wawrytko                 | —                      |
| 1950 |                    | Maria Kowalska               | Anna Bujak                   | —                              | —                          | Maria Kowalska                 | —                      |
| 1951 |                    | Maria Kowalska               | Barbara Grocholska           | Maria Kowalska                 | —                          | Barbara Grocholska             | —                      |
| 1952 |                    | Teresa Kodelska              | Anna Krupińska-Schindler     | Teresa Kodelska                | —                          | —                              | —                      |
| 1953 |                    | Barbara Grocholska           | Anna Bujak                   | Anna Bujak                     | —                          | —                              | —                      |
| 1954 |                    | Anna Bujak                   | Maria Kowalska               | Maria Kowalska                 | —                          | Anna Bujak                     | —                      |
| 1955 |                    | Maria Kowalska               | Barbara Grocholska           | Maria Kowalska                 | —                          | Maria Kowalska                 | —                      |
| 1956 |                    | Maria Kowalska               | Barbara Grocholska           | Barbara Grocholska             | —                          | Barbara Grocholska             | —                      |
| 1957 |                    | Maria Gąsienica-Daniel       | Barbara Grocholska           | Barbara Grocholska             | —                          | —                              | —                      |
| 1958 |                    | Barbara Grocholska           | Maria Gąsienica-Daniel       | Barbara Grocholska             | —                          | Maria Kowalska                 | —                      |
| 1959 |                    | Halina Jarek                 | Barbara Grocholska-Kurkowiak | Maria Gąsienica-Daniel         | —                          | Anna Herczak                   | —                      |
| 1960 |                    | Barbara Grocholska-Kurkowiak | Zofia Brodkiewicz            | Barbara Grocholska-Kurkowiak   | —                          | Zofia Brodkiewicz              | —                      |
| 1961 |                    | Barbara Grocholska-Kurkowiak | Barbara Grocholska-Kurkowiak | Maria Gąsienica-Daniel         | —                          | Barbara Grocholska-Kurkowiak   | —                      |
| 1962 |                    | Barbara Grocholska-Kurkowiak | Maria Gąsienica-Daniel       | —                              | —                          | Maria Kowalska-Wania           | —                      |
| 1963 |                    | Barbara Grocholska-Kurkowiak | Barbara Grocholska-Kurkowiak | Barbara Grocholska-Kurkowiak   | —                          | Barbara Grocholska-Kurkowiak   | —                      |
| 1964 |                    | Maria Kowalska-Wania         | Anna Pustówka                | Anna Pustówka                  | —                          | Anna Pustówka                  | —                      |
| 1965 |                    | Maria Kowalska-Wania         | Barbara Grocholska-Kurkowiak | Anna Pustówka                  | —                          | Barbara Grocholska-Kurkowiak   | —                      |
| 1966 |                    | Halina Bugajska              | Halina Bugajska              | Ludwika Majerczyk              | —                          | Ludwika Majerczyk              | —                      |
| 1967 |                    | Halina Bugajska              | Małgorzata Sulek             | Ludwika Majerczyk              | —                          | Ludwika Majerczyk              | —                      |
| 1968 |                    | Ludwika Majerczyk            | Barbara Grocholska-Kurkowiak | Halina Skupień                 | —                          | Ludwika Majerczyk              | —                      |
| 1969 |                    | Ludwika Majerczyk            | Zofia Brodkiewicz-Spławińska | Zofia Brodkiewicz-Spławińska   | —                          | Ewa Trzebunia                  | —                      |
| 1970 |                    | Ludwika Majerczyk            | Anna Skupień                 | Ludwika Majerczyk              | —                          | Ludwika Majerczyk              | —                      |
| 1971 |                    | Maria Król                   | Maria Król                   | Ludwika Majerczyk-Marczułajtis | —                          | Ludwika Majerczyk-Marczułajtis | —                      |
| 1972 |                    | Elżbieta Glabisz             | Maria Król                   | Ludwika Majerczyk-Marczułajtis | —                          | Ludwika Majerczyk-Marczułajtis | —                      |
| 1973 |                    | Maria Król                   | Elżbieta Glabisz             | Maria Król                     | —                          | Elżbieta Glabisz               | —                      |
| 1974 |                    | Jolanta Szczerba             | —                            | Elżbieta Glabisz               | —                          | Jolanta Szczerba               | —                      |
| 1975 |                    | Marta Piętoń                 | Marta Grzegrzółka            | Maria Król                     | —                          | Mariola Michalska              | —                      |
| 1976 |                    | Mariola Michalska            | Mariola Michalska            | Marta Piętoń                   | —                          | Mariola Michalska              | —                      |
| 1977 |                    | Marta Piętoń                 | Marta Piętoń                 | Marta Piętoń                   | —                          | Marta Piętoń                   | —                      |
| 1978 | Szczyrk/Zakopane   | Mariola Michalska            | Marta Piętoń                 | Mariola Michalska              | —                          | Jolanta Szczerba               | —                      |
| 1979 |                    | Alicja Pawlus                | Ewa Grabowska                | Ewa Grabowska                  | —                          | Ewa Grabowska                  | —                      |
| 1980 |                    | Ewa Grabowska                | —                            | Dorota Tlałka                  | —                          | Ewa Grabowska                  | —                      |
| 1981 |                    | Dorota Tlałka                | —                            | Ewa Grabowska                  | —                          | Ewa Grabowska                  | —                      |
| 1982 |                    | Małgorzata Tlałka            | Anna Holocher                | Dorota Tlałka                  | —                          | Dorota Tlałka                  | —                      |
| 1983 |                    | Ewa Grabowska                | Jolanta Szczerba-Kobiałka    | Ewa Grabowska                  | —                          | Małgorzata Tlałka              | —                      |
| 1984 |                    | Małgorzata Tlałka            | Aleksandra Dzięcielak        | Małgorzata Tlałka              | Aleksandra Dzięcielak      | Małgorzata Tlałka              | —                      |
| 1985 |                    | Małgorzata Tlałka            | Katarzyna Szafrańska         | Małgorzata Tlałka              | Małgorzata Tlałka          | Małgorzata Tlałka              | —                      |
| 1986 |                    | Monika Lechowska             | Aleksandra Dzięcielak        | Katarzyna Szafrańska           | Krystyna Bortko            | Monika Lechowska               | —                      |
| 1987 |                    | Ewa Grabowska                | Małgorzata Bachleda-Szeliga  | Katarzyna Szafrańska           | Katarzyna Szafrańska       | Katarzyna Szafrańska           | —                      |
| 1988 |                    | Katarzyna Szafrańska         | Małgorzata Bachleda-Szeliga  | Ewa Zagata                     | Ewa Zagata                 | Bożena Trzebunia-Niebies       | —                      |
| 1989 |                    | Ewa Zagata                   | Małgorzata Bachleda-Szeliga  | Katarzyna Szafrańska           | Ewa Zagata                 | Krystyna Bortko-Ramatowska     | —                      |
| 1990 |                    | Katarzyna Szafrańska         | —                            | Katarzyna Szafrańska           | —                          | Katarzyna Szafrańska           | —                      |
| 1991 |                    | Katarzyna Szafrańska         | Bożena Trzebunia-Niebies     | Katarzyna Szafrańska           | Ewa Zagata                 | Katarzyna Szafrańska           | —                      |
| 1992 |                    | Katarzyna Szafrańska         | Magdalena Stoch              | Katarzyna Szafrańska           | Katarzyna Szafrańska       | Ewa Zagata                     | —                      |
| 1993 |                    | Ewa Zagata                   | —                            | Ewa Zagata                     | Magdalena Stoch            | Magdalena Stoch                | —                      |
| 1994 |                    | Magdalena Stoch              | —                            | Monika Plata                   | Magdalena Stoch            | Ewa Zagata                     | —                      |
| 1995 |                    | Magdalena Stoch              | —                            | Magdalena Stoch                | Magdalena Stoch            | Magdalena Stoch                | —                      |
| 1996 |                    | Katarzyna Strama             | —                            | Izabela Matyszczak             | Wioletta Dobrowolska       | Wioletta Dobrowolska           | —                      |
| 1997 |                    | Katarzyna Strama             | —                            | —                              | —                          | —                              | —                      |
| 1998 | Szczyrk            | Katarzyna Strama             | Krystyna Opioła              | Dagmara Krzyżyńska             | Dagmara Krzyżyńska         | Krystyna Opioła                | —                      |
| 1999 |                    | Dagmara Krzyżyńska           | —                            | Ewa Tańczak                    | Józefina Gocman            | —                              | —                      |
| 2000 | Krynica-Zdrój      | Ewa Tańczak                  | —                            | Ewa Tańczak Dagmara Krzyżyńska | Magdalena Kozik            | Dagmara Krzyżyńska             | —                      |
| 2001 | Szczyrk            | Katarzyna Karasińska         | —                            | Dagmara Krzyżyńska             | Patrycja Polak             | Patrycja Polak                 | —                      |
| 2002 | Zakopane           | —                            | —                            | Dagmara Krzyżyńska             | —                          | —                              | —                      |
| 2003 | Szczyrk            | Dagmara Krzyżyńska           | —                            | Dagmara Krzyżyńska             | Dagmara Krzyżyńska         | Dagmara Krzyżyńska             | —                      |
| 2004 | Szczyrk            | Katarzyna Karasińska         | —                            | Dagmara Krzyżyńska             | —                          | —                              | —                      |
| 2005 | Szczyrk/Zakopane   | Dagmara Krzyżyńska           | —                            | —                              | Anna Buczek                | Katarzyna Leszczyńska          | —                      |
| 2006 | Szczyrk            | Katarzyna Karasińska         | —                            | Agnieszka Gąsienica-Daniel     | —                          | —                              | —                      |
| 2007 | Falcade            | Aleksandra Kluś              | —                            | Katarzyna Karasińska           | —                          | —                              | —                      |
| 2008 | Zakopane           | Katarzyna Karasińska         | —                            | Agnieszka Gąsienica-Daniel     | —                          | —                              | —                      |
| 2009 | Szczyrk            | Agnieszka Gąsienica-Daniel   | —                            | Agnieszka Gąsienica-Daniel     | —                          | —                              | —                      |
| 2010 | Krynica-Zdrój      | Katarzyna Karasińska         | —                            | Agnieszka Gąsienica-Daniel     | —                          | —                              | —                      |
| 2011 | Krynica-Zdrój      | Zawody nie odbyły się.       | Zawody nie odbyły się.       | Zawody nie odbyły się.         | Zawody nie odbyły się.     | Zawody nie odbyły się.         | Zawody nie odbyły się. |
| 2012 | Krynica-Zdrój      | Katarzyna Karasińska         | —                            | Aleksandra Kluś                | Aleksandra Kluś            | Aleksandra Kluś                | —                      |
| 2013 | Szczyrk            | Aleksandra Kluś              | —                            | Agnieszka Gąsienica-Daniel     | Agnieszka Gąsienica-Daniel | Agnieszka Gąsienica-Daniel     | —                      |
| 2014 | Jasná              | Agnieszka Gąsienica-Gładczan | —                            | Agnieszka Gąsienica-Gładczan   | —                          | Agnieszka Gąsienica-Gładczan   | —                      |
| 2015 | Szczyrk            | Karolina Chrapek             | —                            | Maryna Gąsienica-Daniel        | Karolina Chrapek           | Karolina Chrapek               | —                      |
| 2016 | Szpindlerowy Młyn  | Sabina Majerczyk             | —                            | Sabina Majerczyk               | —                          | —                              | —                      |
| 2017 | Szpindlerowy Młyn  | Maryna Gąsienica-Daniel      | —                            | Maryna Gąsienica-Daniel        | —                          | —                              | —                      |
| 2018 | Szczyrk            | Magdalena Łuczak             | —                            | Katarzyna Wąsek                | Daria Krajewska            | Katarzyna Wąsek                | —                      |
| 2019 | Szczawnica         | Sabina Majerczyk             | —                            | Magdalena Łuczak               | —                          | —                              | Katarzyna Wąsek        |
| 2020 | Szczawnica         | Zuzanna Czapska              | —                            | Maja Chyla                     | —                          | —                              | Zuzanna Czapska        |
| 2021 | Szczawnica/Szczyrk | Patrycja Florek              | —                            | Magdalena Łuczak               | Katarzyna Wąsek            | Oliwa Wróbel                   | Maja Chyla             |
| 2022 | Szczawnica/Szczyrk | Zuzanna Czapska              | —                            | Hanna Zięba                    | Emilia Żółtek              | Maja Chyla                     | Zuzanna Czapska        |
| 2023 | Szczawnica/Szczyrk | Hanna Zięba                  | —                            | Magdalena Łuczak               | Magdalena Łuczak           | Magdalena Łuczak               | —                      |